# 敬姒
敬姒（？—？），姒姓，卫定公的妾，子卫獻公、子鲜。
前577年（鲁成公十四年、卫定公十二年），卫定公让孔成子、宁惠子立敬姒的儿子衎作为太子。十一月，卫定公去世，衎即位為卫獻公。卫定公夫人定姜見太子并不悲哀，叹气说此人将会使卫国败亡，这是上天降祸给卫国。前559年，卫献公被孫林父驅逐出國。前547年（鲁襄公二十六年、卫殇公十二年）卫献公派子鲜为自己谋求復辟，子鲜辞谢。敬姒一定要子鲜去，子鲜回答：“国君没有信用，下臣怕不能免于祸难。”敬姒说：“尽管这样，为了我，你还是去干！”子鲜答应了。子鲜没有得到敬姒的指示，就把献公的命令告诉宁氏。二月初六庚寅，宁喜和子鲜接洽，复辟成功。